# Parafia św. Sergiusza z Radoneża i św. Wigora z Bayeux w Colombelles
Parafia św. Sergiusza z Radoneża i św. Wigora z Bayeux – parafia prawosławna w dekanacie Bretanii Arcybiskupstwa Zachodnioeuropejskich Parafii Tradycji Rosyjskiej Patriarchatu Moskiewskiego w Colombelles.

## Historia
Powstanie parafii było związane z napływem w okolice Colombelles siły roboczej z Europy Wschodniej, jaki miał miejsce na początku XX wieku. Robotnicy narodowości rosyjskiej, ukraińskiej i białoruskiej byli wyznania prawosławnego. Ich liczba gwałtownie wzrosła po 1920. Wówczas w okolicach Colombelles urządzony został tymczasowy obóz internowania dla rosyjskich oficerów i żołnierzy, którzy po przegranej przez białych wojnie domowej uciekli z Rosji. Wśród nich była szczególnie liczna grupa dawnych członków Armii Wrangla oraz cywile, którzy razem z nimi ewakuowali się z Sewastopola. Po likwidacji obozu wielu przebywających w nim dawniej Rosjan podjęło pracę w lokalnym przemyśle ciężkim, powiększając liczbę zatrudnionych w nim prawosławnych robotników. Przed 1939 stanowili oni 1/3 wszystkich zatrudnionych.
W latach 20. XX wieku w Colombelles w najważniejsze święta prawosławia zaczęli pojawiać się kapłani Zachodnioeuropejskiego Egzarchatu Rosyjskiego Kościoła Prawosławnego, były odprawiane nabożeństwa. Z inicjatywy tych księży w 1925 powołana została parafia, której patronem został św. Sergiusz z Radoneża, patron Rusi. Proboszczowie parafii w tym okresie zmieniali się bardzo często. W tym samym roku parafia uzyskała wolno stojącą cerkiew, wybudowaną z prywatnych darów. W 1926 jeszcze niedokończoną cerkiew poświęcił metropolita Eulogiusz (Gieorgijewski). Budynek był gotowy w 1930 i został wykonany w stylu staroruskim.
Przy cerkwi działał rosyjski ośrodek kulturalny z biblioteką. Językiem liturgicznym parafii był cerkiewnosłowiański. Wśród wiernych byli również dawni wierni greckokatoliccy, którzy przeszli na prawosławie z powodu braku swojej cerkwi.
Po II wojnie światowej skład parafii uległ poważnym zmianom. Wielu Rosjan wyjechało z Europy, pojawili się natomiast nowi emigranci z krajów Bloku Wschodniego. Cerkiew została poważnie uszkodzona w czasie działań wojennych. W czasie remontu pokryto ją nowym dachem, zamalowując dawne freski na sklepieniu. W 1944 biskup Włodzimierz (Tichonicki) dokonał rekonsekracji świątyni.
W latach 70. w parafii pojawili się pierwsi konwertyci narodowości francuskiej, zaś część drugiego pokolenia imigrantów z Rosji zatraciła umiejętność posługiwania się językiem rosyjskim. W związku z tym język francuski został językiem pomocniczym w liturgii. Początkowo nabożeństwa w tym języku odbywały się okazjonalnie, następnie raz w miesiącu, zaś od 1994 stał się pierwszym językiem parafii. Zachowano jednak rosyjskie zwyczaje liturgiczne, wykonywane są utwory muzyki cerkiewnej powstałe w Rosji. W tym samym roku drugim – obok św. Sergiusza – patronem parafii został św. Wigor z Bayeux, co miało podkreślać początkową jedność chrześcijaństwa wschodniego i zachodniego.
Nabożeństwa są celebrowane w języku francuskim, według kalendarza nowojuliańskiego.
Proboszczem jest ks. Jean Drancourt.